# Despina Charalambous
Despina Charalambous (griechisch Δέσποινα Χαραλάμπους; englisch Despoina Charalambous; * 22. Mai 2000) ist eine zyprische Leichtathletin, die sich auf den Hochsprung spezialisiert hat.

## Sportliche Laufbahn
Erste internationale Erfahrungen sammelte Despina Charalambous im Jahr 2018, als sie bei den Meisterschaften der kleinen Staaten von Europa in Schaan mit übersprungenen 1,73 m die Silbermedaille gewann. Im Jahr darauf gewann sie dann bei den Spielen der kleinen Staaten von Europa (GSSE) in Bar mit übersprungenen 1,77 m die Silbermedaille hinter der Montenegrinerin Marija Vuković und zuvor belegte sie bei den U23-Mittelmeer-Meisterschaften in Miramas mit 1,70 m den sechsten Platz. 2021 belegte sie bei den Balkan-Hallenmeisterschaften in Istanbul mit einer Höhe von 1,75 m den fünften Platz. Ende Juni wurde sie bei den Balkan-Hallenmeisterschaften in Smederevo mit 1,82 m Achte und anschließend gelangte sie bei den U23-Europameisterschaften in Tallinn mit 1,80 m auf Rang neun. Im Jahr darauf erreichte sie bei den Balkan-Meisterschaften in Craiova mit 1,75 m Rang elf und anschließend wurde sie bei den Mittelmeerspielen in Oran mit 1,77 m Neunte. 2023 gelangte sie bei den Balkan-Meisterschaften in Kraljevo mit 1,75 m auf den achten Platz.
In den Jahren 2017, 2018 und 2022 wurde Charalambous zyprische Meisterin im Hochsprung.

## Persönliche Bestleistungen
- Hochsprung: 1,84 m, 8. Mai 2021 in Limassol
  - Hochsprung (Halle): 1,84 m, 7. März 2022 in Belgrad